# Tres Tombs d'Igualada
Els Tres Tombs d'Igualada és una celebració relacionada amb les festes en honor de Sant Antoni Abat que està documentada des del 1868. El dissabte al vespre es fa la cercavila nocturna pels principals carrers de la ciutat. Hi participen les banderes, la pubilla i les dames d'honor, genets, carros, carruatges i la carrossa del Sant. El diumenge dels Tres Tombs, el primer després de Sant Antoni, s'obsequia amb un esmorzar a tots els participants forans. A les 12 en punt es dona la sortida als Tres Tombs. El recorregut és de tres voltes amb una distància aproximada de 3 quilòmetres. Un cop finalitzats els tres Tombs es procedeix a la benedicció dels animals i participants i lliurament de panets beneïts als animals.

## Història
El 1822 es funda l'Antic Gremi de Traginers d'Igualada. L'actual nom del gremi és el cinquè des d'una evolució d'altres quatre denominacions anteriors. “El de la Colla o Gremi de Sant Antoni Abat”, “Sociedad de San Antonio Abad”, “la Alianza de los Arrieros” i “el Gremi de Carreters d'Igualada”. El 1856 es constitueix una altra colla, la dels "Jóvenes Caleseros". Finalment les dues colles es van ajuntar acordant mantenir les dues banderes dins del mateix gremi. Les banderes són uns elements simbòlics i molt preuats.
En la segona etapa del setmanari "El Eco de Igualada" (1868-1869) ja apareix la “gasetilla” de la festa patronal. Des d'aleshores en endavant la majoria de les publicacions periòdiques es fan ressò de la festa de Sant Antoni Abat a Igualada. Entre els anys 1937 al 1939, els traginers de l'Horta Vella van celebrar clandestinament la missa a Sant Antoni Abat, la benedicció i uns Tres Tombs restringits.

## Descripció
El divendres abans del 17 de gener, diada de Sant Antoni, es fa la presentació de Banderers, Pubilla i Dames d'honor al saló de plens de l'Ajuntament amb l'assistència de tot el consistori i d'altres autoritats de la ciutat. En el transcurs de l'acte es fa entrega de les banderes per part del Gremi als que en seran els portadors durant tots els actes que es facin durant l'any, així com una xerrada relativa a la festa i el seu entorn a càrrec d'algun igualadí il·lustre.
El dia 17 al matí es passa a recollir la bandera gran pel domicili del banderer. Amb la companyia dels trabucaires i la Banda de Música d'Igualada, juntament amb la pubilla i dames d'honor, familiars, amics, socis i simpatitzants. Posteriorment la bandera gran passa a recollir la bandera petita en deferència a la seva antiguitat. Tot caminant s'arriba fins a l'Arxiprestal Basílica de Santa María, on es fa un Ofici Solemne concelebrat pels rectors de totes les parròquies de la ciutat, amb col·laboració de la Schola Cantòrum, cantant els goigs del Sant al final de l'Ofici.
A la sortida de l'Ofici, es dona un panet beneït a cada assistent. En tornar les banderes a les cases dels banderers, tots els acompanyants són convidats a un aperitiu.
El dissabte al vespre es fa la cercavila nocturna pels principals carrers de la ciutat. Hi participen les banderes, la pubilla i les dames d'honor, genets, carros, carruatges i la carrossa del Sant. En tornar les banderes a les cases, els banderers obsequien amb coca i barreja, a tots els acompanyants. A
El diumenge dels Tres Tombs, el primer després de Sant Antoni (17 de gener), s'obsequia amb un esmorzar a tots els participants forans. A les 12 en punt es dona la sortida dels Tres Tombs. El recorregut és de tres voltes amb una distància aproximada de 3 quilòmetres. Durant els Tres Tombs es procedeix a la benedicció dels animals i panets, que es lliuren als participants i animals. A la tarda es fa el dinar de germanor en el qual és habitual aplegar-hi més de 350 comensals. El dilluns després dels Tres Tombs en una altra església de la ciutat, se celebra una missa en honor dels socis difunts.
I el dissabte sobre dels tres tombs té lloc el Ball de socis, encetat pels banderers i pubilles, on no hi falta el típic valset dels "Tres Tombs", el ball del Fanalet, el ball de Rams...